# Sacyr
Sacyr S.A. er en spansk infrastrukturvirksomhed, der designer, bygger og driver infrastruktur. Virksomheden har hovedkvarter i Madrid. I 1986 blev Sociedad Anónima Caminos y Regadíos etableret og i 1991 skiftede virksomheden navn til Sacyr.